# Messagerie vocale visuelle
 (août 2012).
Si vous disposez d'ouvrages ou d'articles de référence ou si vous connaissez des sites web de qualité traitant du thème abordé ici, merci de compléter l'article en donnant les références utiles à sa vérifiabilité et en les liant à la section « Notes et références ».

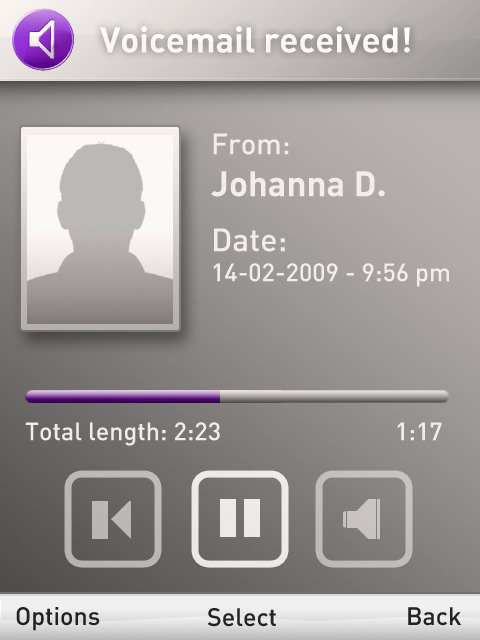
Capture d'écran d'une application de messagerie vocale visuelle de Communology

La messagerie vocale visuelle, ou techniquement MVV, est un mode d'accès direct à la messagerie vocale, via une interface graphique, notamment dans le cadre de la téléphonie mobile. Cette interface comprend une liste des différents messages reçus pour permettre leur lecture non linéaire, et éventuellement une transcription de ceux-ci.
L'iPhone a popularisé la fonctionnalité sur les smartphones en 2007. La fonctionnalité est depuis lors disponible sur d'autres téléphones.
Elle peut être disponible dans une application dédiée fournie par l'opérateur mobile, ou directement intégrée au système d'exploitation. Selon les cas, les données sont servies directement par les serveurs de l'opérateur ou par le biais du fournisseur de messagerie vocale visuelle, interconnecté avec les serveurs de l'opérateur.